# أولاد جلال (غنم)
أولاد جلال هي أكبر وأهم سلالة غنم جزائرية تاريخيًا، استقدمها بني هلال إلى الجزائر خلال القرن الحادي عشر من الحجاز (وهذه خرافة من خرافات المستعربين و لا اصل لها ولا مصدر  ) مرورًا بصعيد مصر أثناء خلافة الفاطميين،[بحاجة لمصدر] وتجدر الإشارة هنا إلى أن سلالات الأغنام الشرقية والآسيوية لها ذيول ضخمة لهذا السبب نظرية أخرى طرحها الدكتور تروات تقول باستقدامها إلى الجزائر من قبل الرومان (عشاق الصوف) خلال القرن الخامس الميلادي من تارانتو بإيطاليا حيث يوجد هذا النوع من الأغنام حتى يومنا هذا. هي سلالة بيضاء بالكامل، ذات صوف و ذيل نحيل، قامتها مرتفعة، أطراف طويلة وقوية، تتحمل المشي من منطقة أولاد جلال.

## مهد السلالة
وسط وشرق الجزائر، ولاية أولاد جلال ، ولاية الجلفة (رحمان ،أولاد نائل) منطقة شاسعة من وادي الطويل حتى سوق أهراس الحدود التونسية.
شد وهي منتشره بكثره في السودان

## الخصائص الجسمية
- اللون : جسم أبيض بالكامل، لون القش الفاتح موجود أحيانا لدى بعض الأغنام (النعجة الصفراء)
- الصوف : يغطي كامل الجسم حتى الركب و حتى العرقوب لدى الأغنام الوربات بمنطقة الحضنة و الشلالة، غالبية أغنام هذه السلالة لها بطن وأسفل رقبة عارية خاصة تلك التي تعيش بمنطقة أولاد جلال.
- القرون : لولبية متوسطة، غير موجودة لدى النعاج عدى بعض الاٍستثناءات خاصة تلك التي تعيش بمنطقة أولاد جلال.
- الشكل : متناسبة جدا، طويلة القامة، اٍرتفاعها يساوي طولها.
- الآذان : متدلية، متوسطة، متوضعة في أعلى الرأس.
- الذيل : نحيل وبطول متوسط.

## قياسات الجسم
- الاٍرتفاع بالمتر:
  - الخروف = 0.84 م
  - النعجة = 0.74 م
- الطول بالمتر:
  - الخروف = 0.84 م
  - النعجة = 0.67 م
- العمق (من الصدر حتى الأرض) بالمتر:
  - الخروف = 0.40 م
  - النعجة = 0.35 م
- وزن الجسم بالكلغرام:
  - الخروف = 81 كغ
  - النعجة = 49 كغ

## مستقبلها
سلالة أولاد جلال هي الأكثر انتشارا في الجزائر وهي متأقلمة مع المناطق الجافة. تتحمل المشي لمسافات طويلة وتستغل بشكل جيد مختلف مراعي الهضاب العليا الجزائرية (السهوب) و المراعي الصحراوية. عددها أكبر من أي سلالة محلية أخرى وهي تتوسع على حساب السلالات الأخرى. وهي سلالة جيدة لاٍنتاج اللحوم، أفرادها ينمون بشكل سريع (نمو سريع للخراف: بمعدل 200 غرام/ يوم) يمكن للخروف أن يزن 40 كغ في 4 أشهر خلال السنوات الجيدة. يمكن مصالبة هذه السلالة مع سلالة اللحوم اٍيل دو فرانس لاٍنتاج خراف صناعية.